# Ondřej Knotek
Ondřej Knotek (ur. 31 sierpnia 1984 w Sušicach) – czeski polityk, inżynier i samorządowiec, poseł do Parlamentu Europejskiego IX i X kadencji.

## Życiorys
Ukończył szkołę średnią w Mariańskich Łaźniach, następnie studia z inżynierii chemicznej w VŠCHT w Pradze. Przez rok pracował w Policji Republiki Czeskiej, później przez dwa lata w przedsiębiorstwie farmaceutycznym w Pradze. Potem został zatrudniony w firmie inżynieryjnej w Tachovie.
W 2012 wstąpił do Czeskiej Partii Piratów, organizował jej struktury w Mariańskich Łaźniach. W 2014 został wybrany do rady miejskiej, wchodził w skład zarządu miasta. Przeszedł w trakcie kadencji do ugrupowania ANO 2011. W 2019 z ramienia tej partii został wybrany do Europarlamentu IX kadencji. W 2024 z powodzeniem ubiegał się o reelekcję. W tym samym roku wybrano go też na radnego kraju karlowarskiego.